# Bernhard F. Schmidt
Bernhard F. Carl Schmidt (* 19. Mai 1904 in Stralsund; † 18. November 1962 vermutlich in Berlin) war  ein deutscher Filmproduzent und Herstellungsleiter.

## Leben und Wirken
Schmidt durchlief nach dem Besuch des Gymnasiums eine kaufmännische Lehre und arbeitete anschließend auch in diesem Beruf. Schließlich knüpfte er Kontakt zur Filmbranche und wurde von der National-Film als deren Auslandschef bestellt. Anschließend begann Schmidt als Produktionsleiter zu arbeiten und wurde Geschäftsführer der Euphono-Film Franz Vogels. 
Als stellvertretender Produktionschef der Tobis-Filmkunst erhielt Schmidt 1942 eine eigene Herstellungsgruppe, mit der er bis Kriegsende 1945 vier Filme produzierte. Nach dem Krieg gründete Schmidt mit der Delos-Film eine eigene Produktionsfirma, mit der er in den Jahren 1954/55 vor allem eine Reihe von Märchenverfilmungen auf die Beine stellte. Bereits zum Jahresende 1956 musste die Firma ihre Produktionstätigkeit einstellen.

## Filmografie
- 1942: Ein schöner Tag
- 1943: Lache Bajazzo
- 1944: Der Mann, dem man den Namen stahl
- 1945: Meine Herren Söhne
- 1953: Die Prinzessin und der Schweinehirt
- 1954: König Drosselbart
- 1954: Zehn kleine Negerlein
- 1954: Der Froschkönig
- 1955: Oberarzt Dr. Solm
- 1955: Das Sandmännchen
- 1955: Roman einer Siebzehnjährigen
- 1956: … wie einst Lili Marleen
- 1956: Johannisnacht
- 1957: Jede Nacht in einem anderen Bett